# Körösladány
Körösladány es una ciudad del condado de Békés, en la región de la Gran Llanura Meridional del sureste deHungría. Körösladány se encuentra a lo largo del río Sebes-Körös.
Aquí nació Béla Wenckheim, político húngaro que ejerció como primer ministro de Hungría en 1875.
Los judíos vivieron en la ciudad en los siglos XIX y XX hasta que los nazis alemanes destruyeron la comunidad judía en el Holocausto.

## Geografía
Tiene una superficie de 123,87 kilómetros cuadrados y tiene una población de 4 066 personas (2024).

## Política
El actual alcalde de Körösladány es Konrád Nagy (independiente).
La Asamblea Municipal local cuenta con 6+1 miembros divididos en los siguientes partidos políticos y alianzas:
|  | Partido                                   | Asientos | Consejo de 2014 | Consejo de 2014 | Consejo de 2014 | Consejo de 2014 |
|  | ----------------------------------------- | -------- | --------------- | --------------- | --------------- | --------------- |
|  | Independiente                             | 4        |                 |                 |                 |                 |
|  | Fidesz - KDNP                             | 1        |                 |                 |                 |                 |
|  | Movimiento por una Hungría mejor (Jobbik) | 1        |                 |                 |                 |                 |